# Спрудник убица
Спрудник убица (лат. Calidris pugnax) врста је птице из породице Scolopacidae.

## Распрострањеност
Лети насељава северне делове Европе и Азије, док се зими сели у Африку, јужну Азију и Аустралију.

## Опис
- Дужина мужјака: 29—32 цм
- Дужина женке: 22—26 цм
- Распон крила мужјака: 54—60 цм
- Распон крила женке: 46—49 цм
- Маса мужјака: 180 г
- Маса женке: 110 г

Током сезоне парења мужјак има израслине на глави и врату и могу бити различитих боја (беле, кестењасте или црне). Одрасли мужјаци и већина одраслих женки започињу предзимско митарење пре него што оду на југ.